# Září 2015

## Září

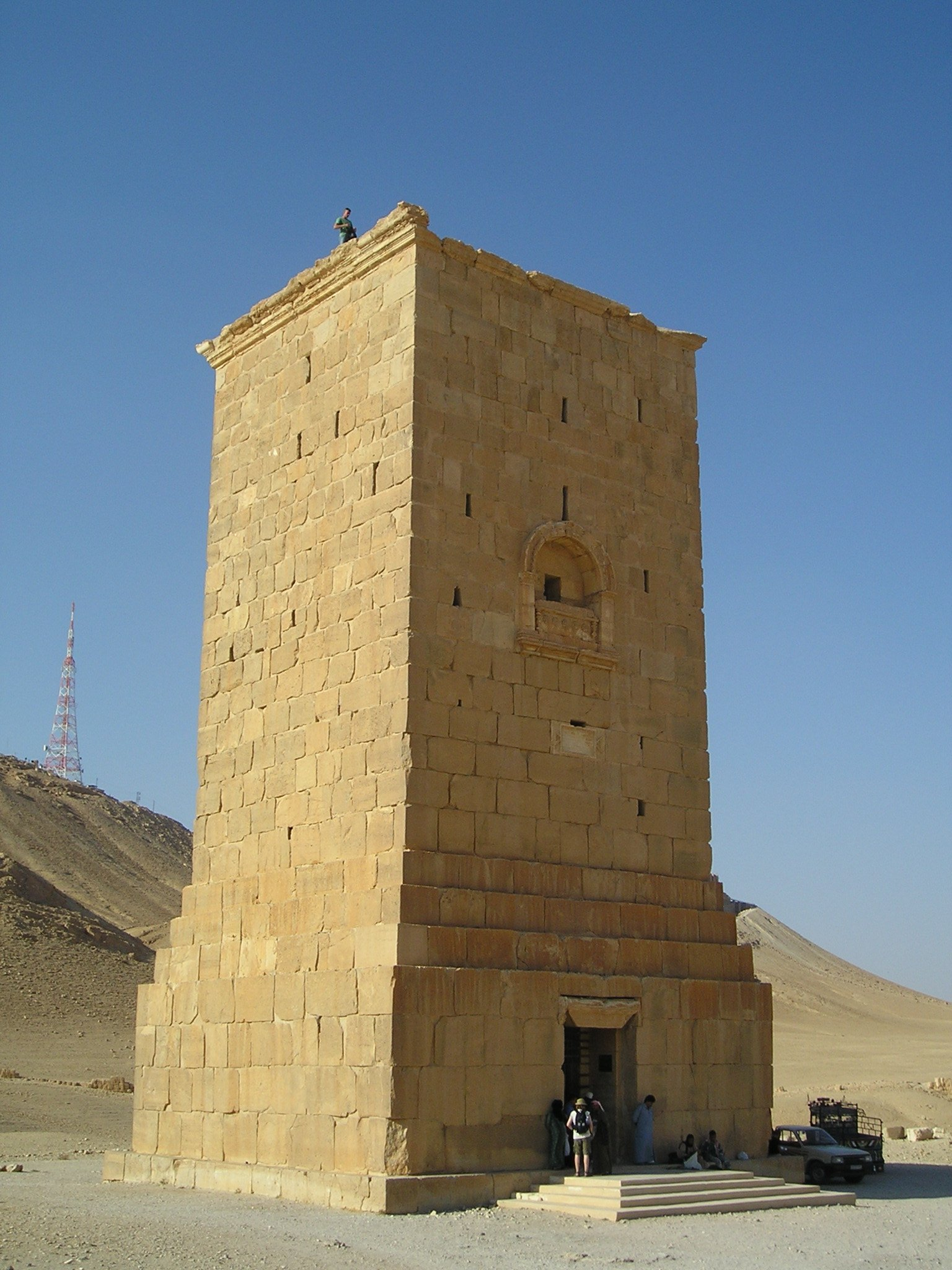
Pohřební věže v Palýře

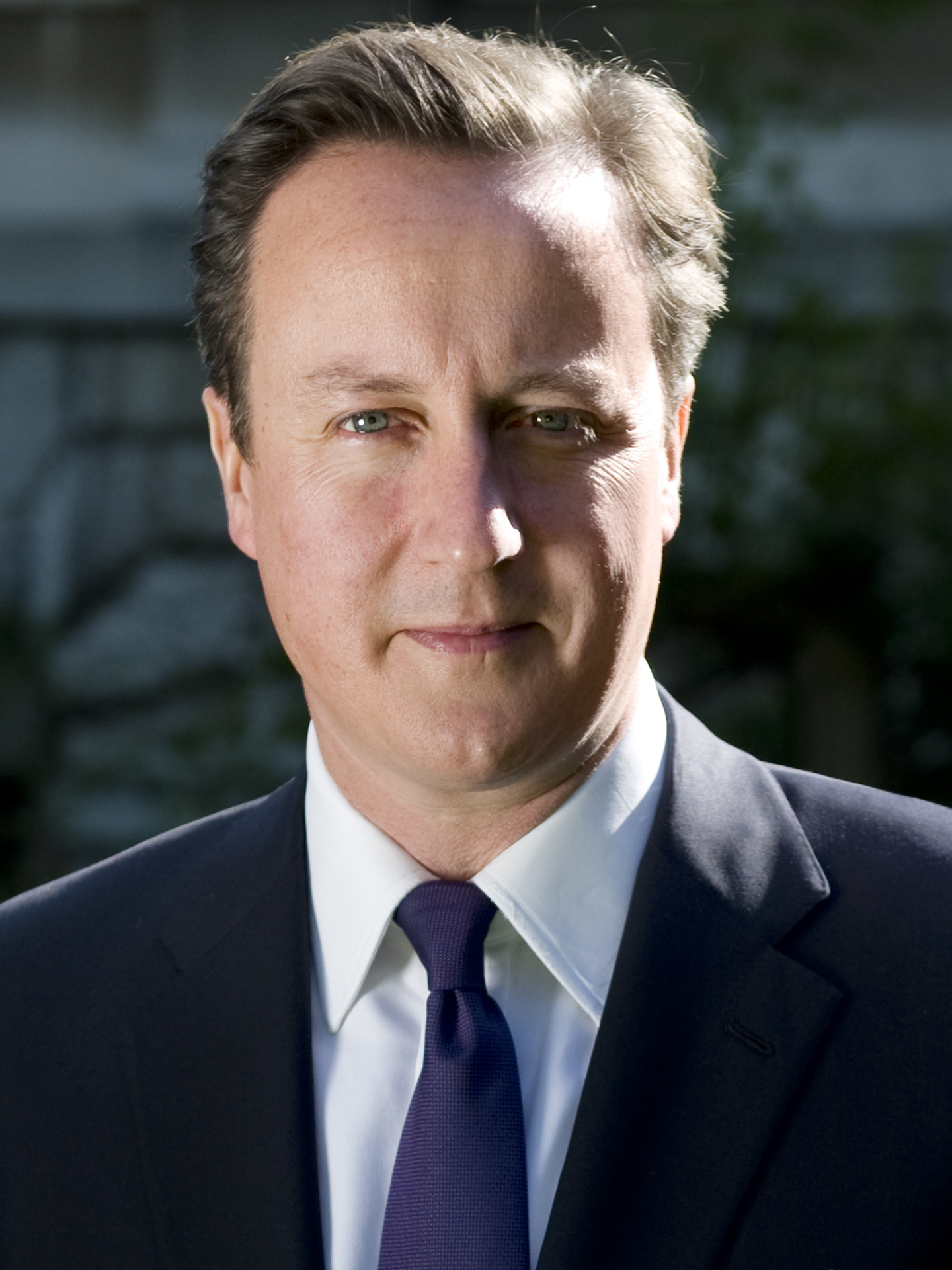
David Cameron

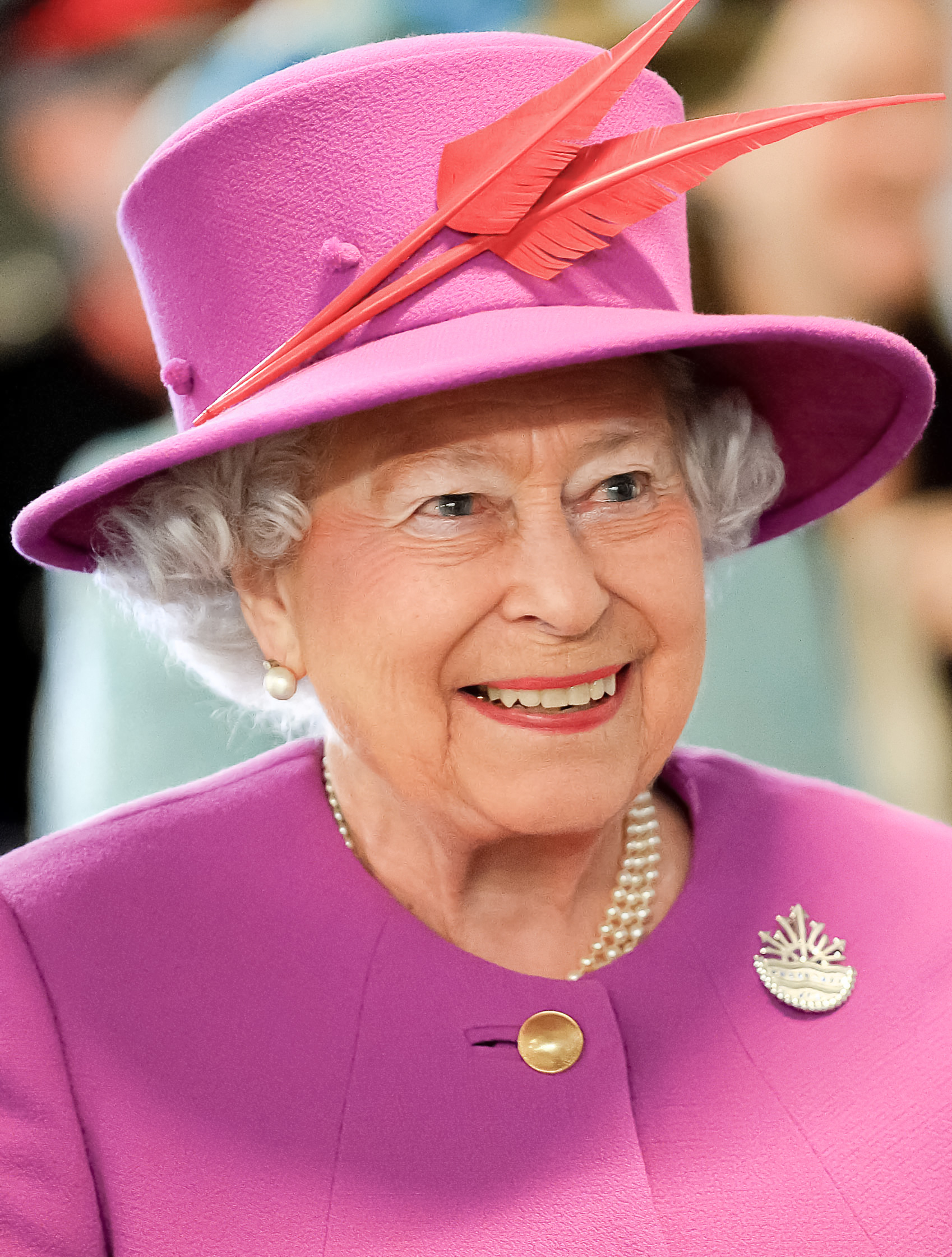
Alžběta II.

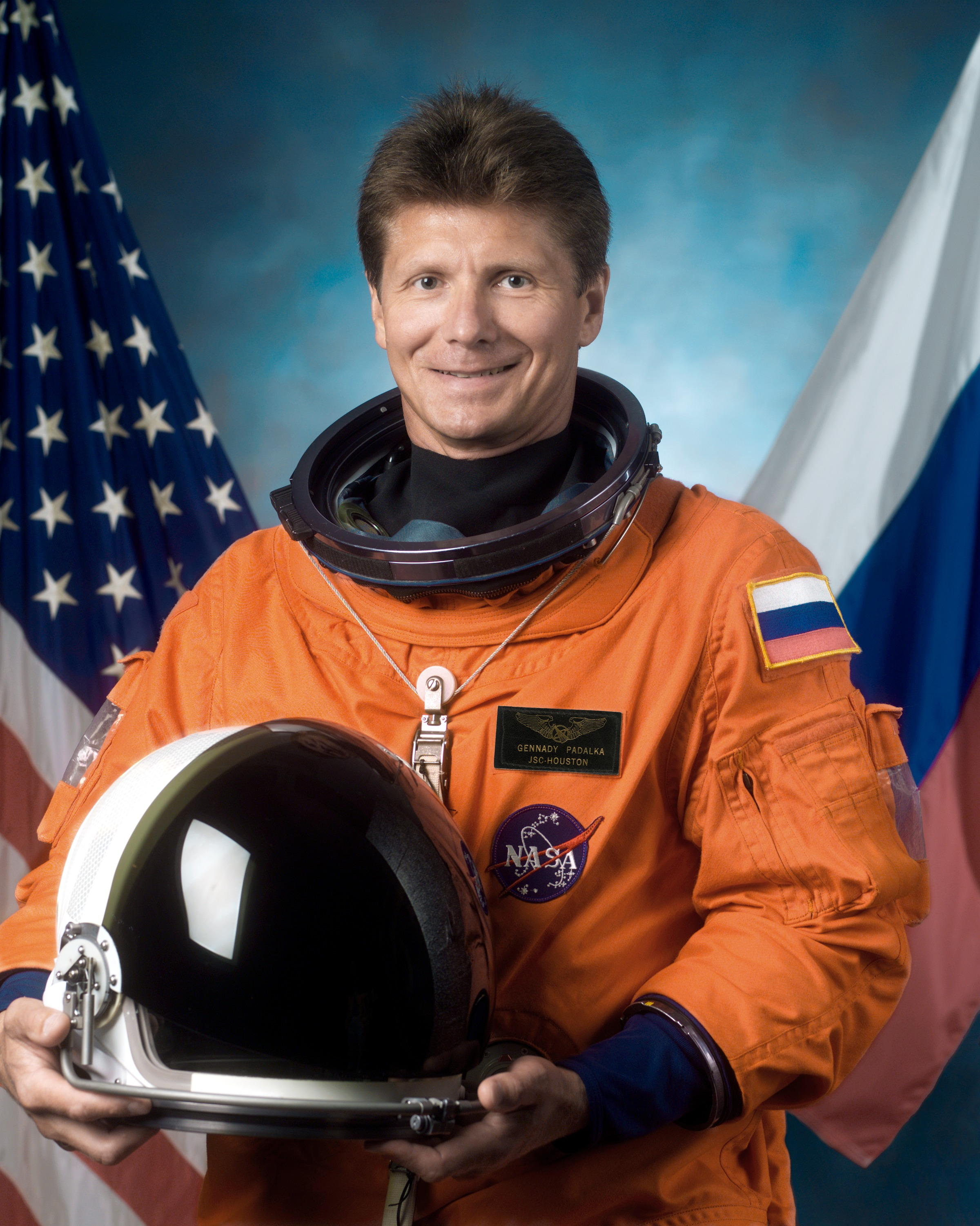
Gennadij Padalka

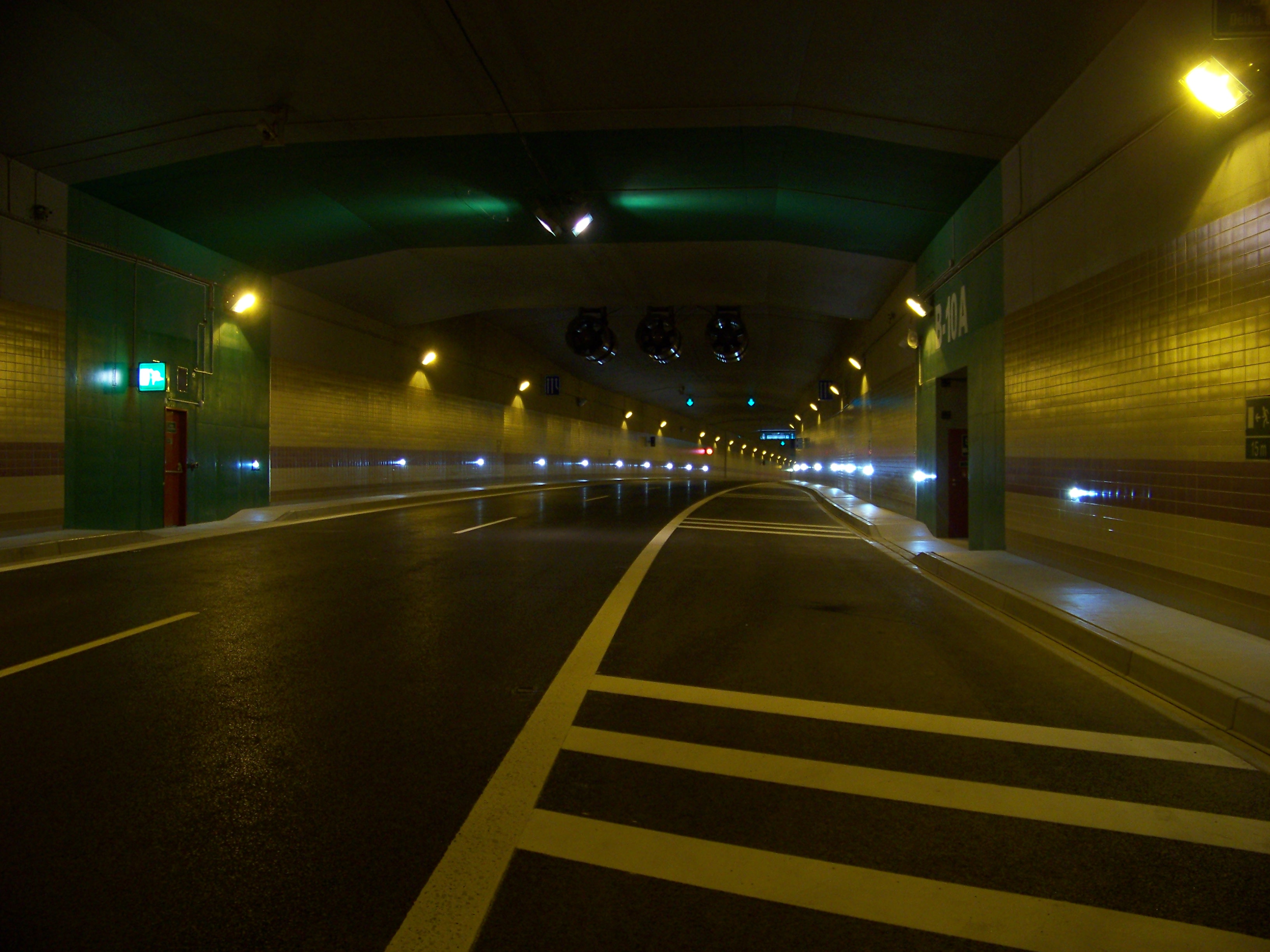
Část tunelu Blanka

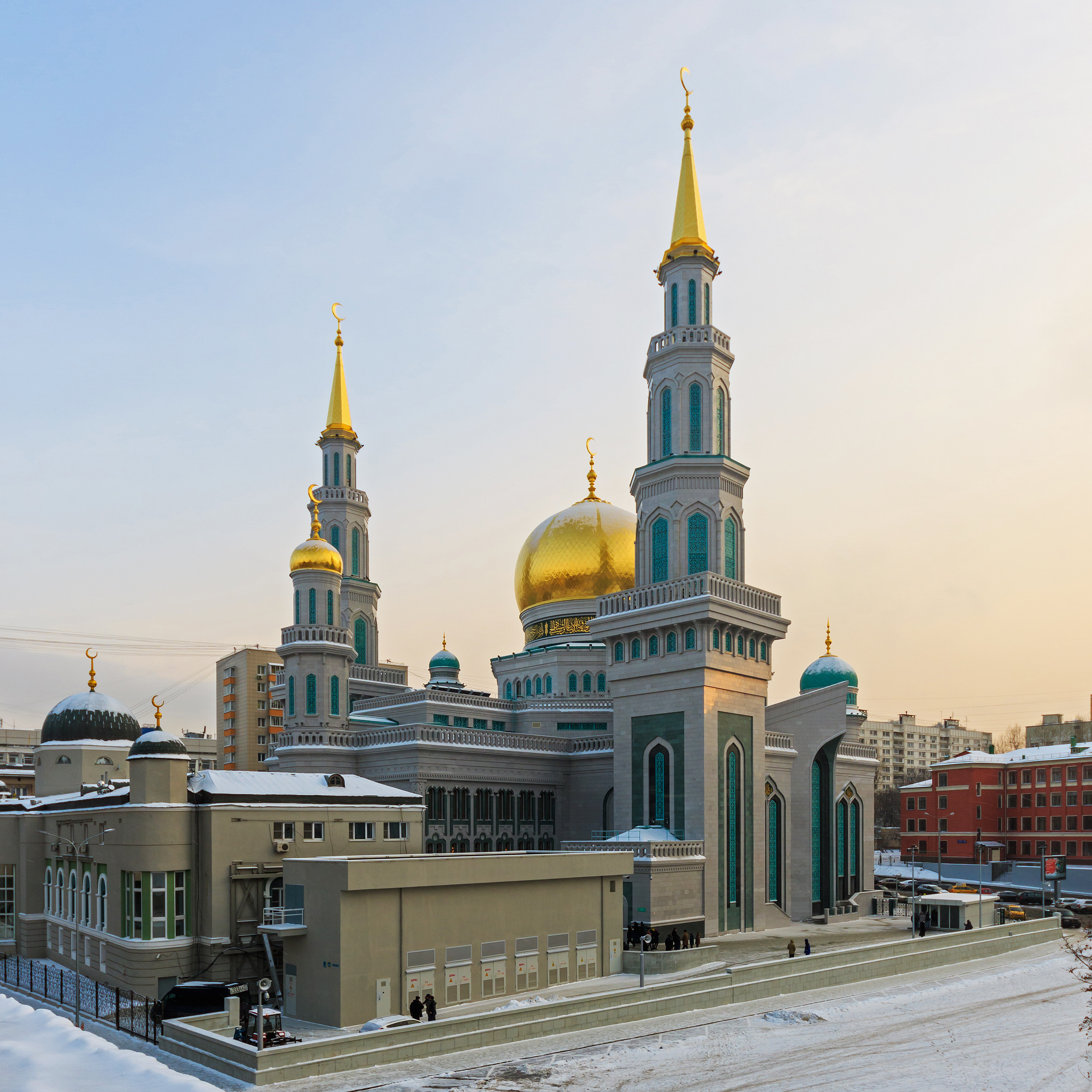
Chrámová mešita v Moskvě

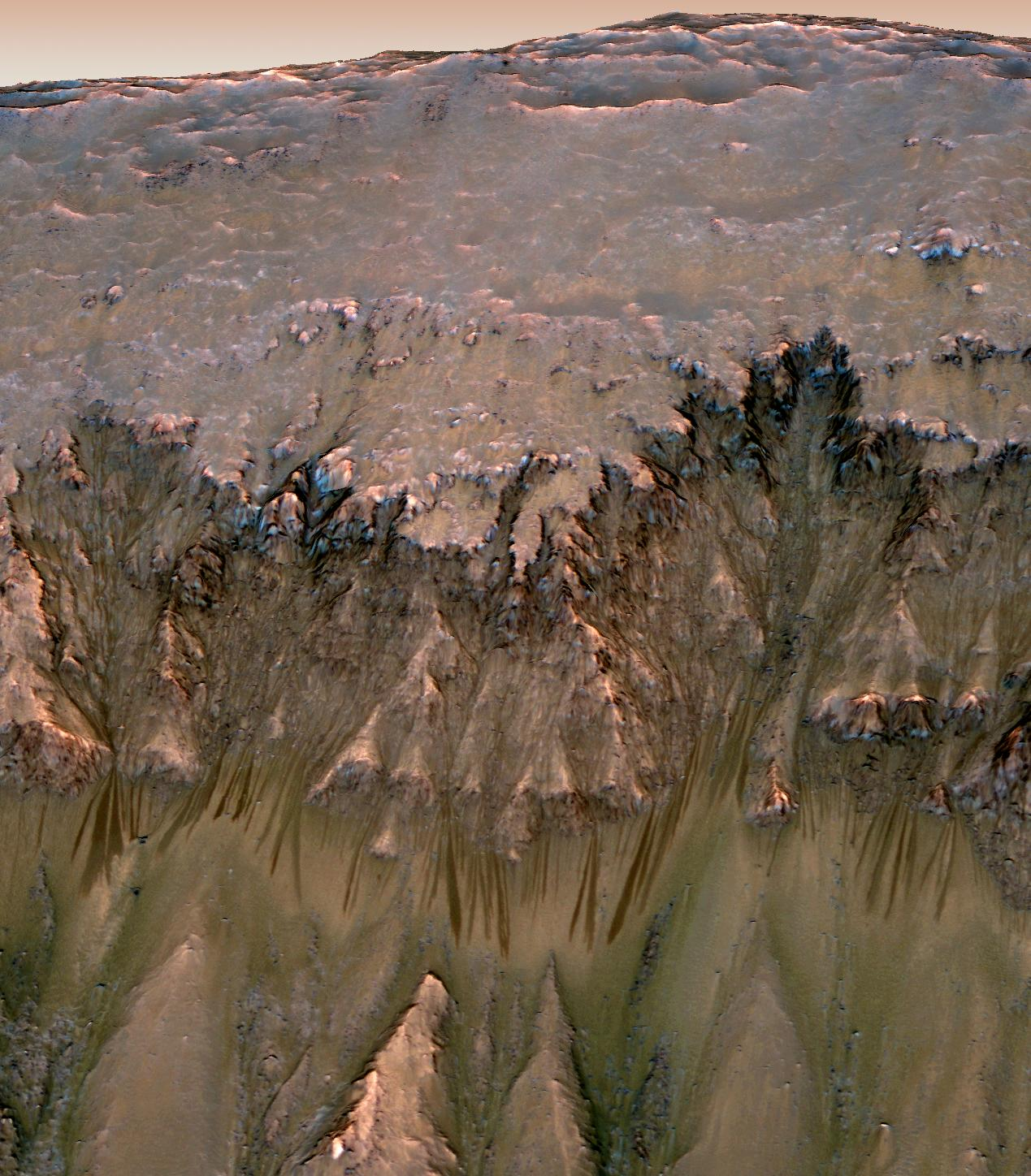
Voda na Marsu

1. září – úterý 
 Papež František povolil kněžím během svatého roku udělovat rozhřešení ženám, které podstoupily interrupci.
 Ve věku 46 let zemřel Alexander Tolčinský redaktor, moderátor a zahraniční zpravodaj Českého rozhlasu.
 Více než 11 000 Islanďanů nabídlo své domy pro ubytování Syřanů prchajících do Evropy před občanskou válkou.
 Evropská migrační krize: Policie České republiky zadržela na nádraží v Břeclavi 214 uprchlíků pocházejících převážně ze Sýrie. Maďarská policie evakuovala a uzavřela Východní nádraží v Budapešti.
 Senátní výbor australského parlamentu publikoval zprávu konstatující, že australský koncentrační tábor pro imigranty na ostrově Nauru není vhodným prostředím k výchově dětí.
2. září – středa 
 Sojuz Ruské kosmické agentury odstartoval k 500. orbitálnímu letu s prvním dánským kosmonautem na palubě.
 Guatemalský parlament jednohlasně zbavil prezidenta Ottu Péreze imunity. Perez je obviněn z korupce.
 Ve věku 94 let zemřel heraldik a válečný veterán Jiří Louda, autor Státního znaku České republiky.
3. září – čtvrtek 
 Státní prokurátor navrhl trest smrti pro pachatele masakru v černošském kostele v Charlestonu.
 V Malackém průlivu u Malajsie se potopila loď s několika desítkami indonéských ilegálních dělníků.
 Guatemalský prezident Otto Pérez Molina rezignoval na svou funkci.
4. září – pátek 
 V syrské Palmýře byly zničeny pohřební věže (na obrázku) vztyčené okolo roku 103 n. l.
 Prezident Čínské lidové republiky Si Ťin-pching přijal poprvé v historii návštěvu českého prezidenta Miloše Zemana, který zemi navštívil u příležitosti oslav 70. výročí konce druhé světové války.
 Soud v americkém státě Kentucky uvalil na znovuzrozenou křesťanskou úřednici vazbu pro pohrdání soudem, poté co kvůli svému přesvědčení odmítla navzdory rozhodnutí soudu vydat potvrzení o uzavření stejnopohlavního manželství.
5. září – sobota 
 Nejméně 8 lidí bylo zabito při střetech v tádžickém hlavním městě Dušanbe.
6. září – neděle 
 Papež František vyzval katolické věřící, aby přijali uprchlíky před válkou a hladem do svých farností.
 Bývalý agent francouzské tajné služby Jean-Luc Kister se omluvil za bombový útok na vlajkovou loď organizace Greenpeace Rainbow Warrior v novozélandském přístavu Auckland v roce 1985. Útok, při němž byl zabit portugalský fotograf Fernando Pereira, měl za cíl překazit protesty proti jaderným testům na atolu Mururoa ve Francouzské Polynésii.
7. září – pondělí 
 Íránský prezident Hasan Rúhání přijal českého ministra zahraničí Lubomíra Zaorálka, jde o historicky první sekáni mezi představiteli obou zemí.
 Válka proti Islámskému státu: Britský premiér David Cameron oznámil, že Spojené království v průběhu srpna provedlo v Sýrii úspěšný nálet bezpilotního letounu s cílem zabít dva britské občany ve službách Islámského státu.
 Vojenská intervence v Jemenu: Katarská televizní stanice Al-Džazíra oznámila vyslání 1 000 katarských vojáků do Jemenu.
 Britský premiér David Cameron (na obrázku) deklaroval ochotu Spojené království přijmout během následujících pěti let 20 000 uprchlíků ze Sýrie.
8. září – úterý 
 Vojenská intervence v Jemenu: Nejméně 20 Indů bylo zabito při náletu saúdskoarabského letectva na jemenský přístav Hudajdá.
 Kurdsko-turecký konflikt: Nejméně 40 lidí bylo zabito, poté co turecké letectvo, v reakci na předchozí útoky proti bezpečnostním složkám, provedlo nálety na pozice Strany kurdských pracujících v sousedním Iráckém Kurdistánu.
 Papež František rozhodl o usnadnění procesu zneplatnění manželství pro katolické věřící.
 Japonská policie očekává nárůst násilné kriminality, poté co část členů největšího zločineckého gangu v zemi oznámila své odtržení.
 Rozbor DNA ostatku prvních iberských neolitických zemědělců potvrdil jejich příbuznost se současnými příslušníky baskické etnické skupiny. Baskická kultura a jazyk jsou světovým unikátem jehož vznik je podle odborníků způsoben izolací oblasti.
9. září – středa 
 Indický premiér Naréndra Módí otevřel novou stanici metra pojmenovanou po českém podnikateli Tomáši Baťovi ve městě Faridábád v aglomeraci hlavního města Nové Dillí.
 Britská královna Alžběta II. (na obrázku) se stala nejdéle vládnoucí britskou panovnicí poté, co předčila délku vlády své praprababičky Viktorie.
 Občanská válka v Sýrii: Islámská fronta dobyla poslední vojenskou základnu vlády Bašára Asada v provincii Idlib.
 Evropská uprchlická krize: Předseda Evropské komise Jean-Claude Juncker představil plán na přerozdělení 120 000 syrských běženců v rámci Evropské unie.
 Australský premiér Tony Abbott oznámil, že jeho země příjme 12 000 syrských uprchlíku a rozšíří nálety na pozice Islámského státu v Sýrii.
10. září – čtvrtek 
 Severoirský premiér Peter Robinson z Demokratické unionistické strany podal demisi, poté co severoirská policie oznámila, že má důkazy o nedávných aktivitách Irské republikánské armády, která měla být rozpuštěna na základě Velkopáteční mírové dohody.
 Ostatky Homo naledi, nového zástupce rodu Homo byly objeveny v jeskyni poblíž města Krugersdorp v jihoafrické provincii Gauteng.
 Evropská migrační krize: Evropský parlament podpořil plán na přerozdělení 160 000 uprchlíků mezi všechny členské státy Evropské unie.
 Přes 100 000 lidí bylo evakuováno, poté co tropická bouře Etau zasáhla japonský ostrov Honšú přívalovým deštěm a sesuvy podmáčené půdy.
 Zemřel filosof Radim Palouš, bývalý mluvčí Charty 77 a rektor Univerzity Karlovy.
11. září – pátek 
 Vůdce venezuelské opozice Leopoldo López byl odsouzen k 13 letům odnětí svobody z podněcováni nepokojů v roce 2014.
 Nejméně 107 poutníků bylo zabito poté, co se v areálu Al-Masdžid al-Harám v saúdskoarabské Mekce zřítil stavební jeřáb.
12. září – sobota 
 Dva zasahující hasiči byli vážně zraněni při útoku katolického gangu v severním Belfastu.
 Ruský kosmonaut Gennadij Padalka (na obrázku) překonal rekord v celkové délce pobytu ve vesmíru poté, co na oběžné dráze strávil během pěti letů celkem 879 dní.
 Nejméně 82 lidí bylo zabito při výbuchu plynové bomby ve městě Petlávad v indickém státě Madhjapradéš.
 Novým předsedou britské Labouristické strany se stal Jeremy Corbyn. Zvítězil již v prvním kole stranických voleb, ve kterém získal nadpoloviční většinu hlasů.
 Saúdská Arábie oznámila, že od vypuknutí syrské občanské války v roce 2011 přijala 2,5 milionu Syřanů. Žádnému z nich však nebyl udělen status uprchlíka.
13. září – neděle 
 Německý ministr vnitra Thomas de Maiziere oznámil, že Německo obnoví kontroly na hranicích s Rakouskem. Jedná se o reakci na stále rostoucí počty imigrantů, kteří míří do Německa v rámci Evropské migrační krize.
 V Egejském moři se potopila loď s migranty. 28 jich utonulo, což je dosud nejvyšší počet obětí v řeckých vodách.
14. září – pondělí 
 Novým australským premiérem byl zvolen Malcolm Turnbull, který ve vnitrostranickém hlasování Liberální strany Austrálie porazil stávajícího premiéra Tonyho Abbotta.
 Evropská migrační krize: Slovensko dočasně obnovilo kontroly na hranici s Maďarskem a Rakouskem. Stejný krok učinilo i Rakousko na hranici s Maďarskem. Stalo se tak v reakci na včerejší rozhodnutí Německa obnovit kontroly na hranicích s Rakouskem a stále stoupající počty migrantů, mířící do západní Evropy.
 Venezuelské letectvo narušilo kolumbijský vzdušný prostor, poté co vláda Nicoláse Madura nařídila nucené deportace Kolumbijců žijících ve venezuelském pohraničí. Více než 20 000 lidí již z Venezuely v obavě před vládními represemi uprchlo.
15. září – úterý 
 Evropská migrační krize: Maďarsko vyhlásilo u hranic se Srbskem stav nouze a úplně uzavřelo hranici mimo označené přechody.
 Sedm lidí včetně tří českých občanů bylo zabito při pádu laviny ve Francouzských Alpách.
 Severní Korea obnovila provoz zařízení v Jongbjonu, čímž obnovila svůj jaderný program.
16. září – středa 
 Ukrajinská krize: Senátor Jaroslav Doubrava a politik Ladislav Zemánek byli ukrajinskou vládou označeni jako persona non grata.
 Zastupující prezident Michel Kafando, zastupující premiér Isaac Zida a další členové vlády Burkiny Faso byli zajati prezidentskou gardou.
 Evropská migrační krize: Maďarsko uzavřelo hraniční přechod u obce Röszke poté, co maďarská policie rozehnala slzným plynem a vodním dělem nepokoje na srbské straně hranice.
 Organizace spojených národů požaduje vytvoření mezinárodního tribunálu zabývajícího se zločiny spáchanými během občanské války na Srí Lance.
 Šestnáct lidí zemřelo při přívalové povodni u města Hildale v Národním parku Zion v americkém státě Utah.
17. září – čtvrtek 
 Příslušníci prezidentské gardy oznámili, že dokončili státní převrat v Burkině Faso. Mezinárodní média zaznamenala přestřelky v hlavním městě Ouagadougou.
 Nejméně sto lidí zabil výbuch benzínové cisterny v jihosúdánském městě Maridi asi 250 kilometrů od hlavního města Džuba.
 Zemětřesení o síle 8,3 stupně Richterovy stupnice zasáhlo Chile a způsobilo vlny tsunami v Tichém oceánu. Nejméně pět lidí bylo zabito.
 Mosambik byl kompletně očištěn od nášlapných min, více než 20 let po skončení občanské války.
 Generální tajemník OSN Pan Ki-mun odsoudil zásah maďarské policie proti imigrantům na hraničním přechodu Röszke. Při zásahu byly zraněny desítky lidí, včetně žen a dětí.
18. září – pátek 
 Japonský parlament schválil zákon umožňující nasazení armády v zahraničních misích.
19. září – sobota 
 Občanská válka v Sýrii: Bojovníci z fronty an-Nusrá popravili 56 syrských vojáků na letecké záhadně Abú ad-Duhúr v provincii Idlib.
 Pražský tunel Blanka (na obrázku), který stál celkem 43 miliard Kč, byl po několikaletém zpoždění otevřen.
20. září – neděle 
 Dluhová krize v Řecku: Předčasné parlamentní volby v Řecku vyhrála Koalice radikální levice bývalého premiéra Alexise Tsiprase.
 Umělecká skupina Ztohoven vyvěsila nad Pražským hradem na místo prezidentské standarty rudé trenýrky. Policie incident vyšetřuje.
 Nepál přijal novou ústavu, která ho definuje jako sekulární federaci sedmi svazových států. Ústava explicitně chrání práva sexuálních menšin, zatímco zakazuje proselytismus.
21. září – pondělí 
 Uprchlická krize: Maďarský parlament schválil zákon umožňující vyslání armády, vybavené nesmrtícími zbraněmi, k ochraně hranic.
 Tři lidé jsou pohřešováni po výbuchu střelného prachu v areálu společnosti Sellier&Bellot ve Vlašimi.
 Program Skype společnosti Microsoft postihl několikahodinový výpadek.
 Fantasy seriál Hra o trůny vyhrál cenu Emmy za nejlepší dramatický pořad.
22. září – úterý 
 Evropská migrační krize: Ministři vnitra členských zemí Evropské unie schválili návrh na přerozdělení žadatelů o azyl z řad imigrantů. Zástupci Česka, Slovenska, Rumunska a Maďarska hlasovali proti.
 Policie objevila tři těla v areálu zbrojovky Sellier&Bellot ve Vlašimi.
23. září – středa 
 Evropská migrační krize: Slovensko oznámilo záměr podat žalobu proti záměru Evropské unie na přerozdělení žadatelů o azyl.
 Generální ředitel Volkswagenu Martin Winterkorn rezignoval na svou funkci, poté co vyšel najevo skandál s podváděním u emisních testů.
 Americký federální soud zrušil copyright společnosti Warner Music Group na píseň Happy Birthday to You, která se tak stala volným dílem.
 V Moskvě byla za přítomnosti ruského prezidenta Vladimira Putina, tureckého Recepa Tayyipa Erdoğana a palestinského Mahmúda Abbáse otevřena Chrámová mešita (na obrázku) s kapacitou 10 tisíc věřících.
24. září – čtvrtek 
 Papež František přednesl, jako historicky první hlava římskokatolické církve, projev na půdě Kongresu Spojených států amerických.
 Občanská válka v Kolumbii: Kolumbijská vláda podepsala s Revolučními ozbrojenými sílami Kolumbie dohodu o amnestii účastníků bojů a odškodnění jejich obětí.
 Nejméně 700 lidí zemřelo během Hadždže důsledkem tlačenice v táboře poutníků v údolí Miná.
25. září – pátek 
 Proruští povstalci odebrali akreditaci 10 mezinárodním humanitárním organizacím působícím v Luhanské oblasti, včetně organizace Lékaři bez hranic a české organizace Člověk v tísni. OSN obvinila povstalce z porušení mezinárodního humanitárního práva.
27. září – neděle 
 Válka proti Islámskému státu: Francie vůbec poprvé na území Sýrie provedla letecký úder proti Islámskému státu.
 Zemské volby v Horních Rakousích vyhrála Lidová strana, těsně druzí se umístili Svobodní a Sociálnědemokratická strana skončila se značným odstupem až na třetím místě před Zelenými.
28. září – pondělí 
 Americká NASA oznámila, že na Marsu nalezla erozní koryta vyhloubená tekoucí vodou (na obrázku).
 Válka v Afghánistánu: Tálibán obsadil hlavní město provincie Kundúz.
29. září – úterý 
 Ve věku 68 let zemřel herec Jiří Krytinář.
 Vojenská intervence v Jemenu: Nejméně 130 lidí bylo zabito při náletu saúdskoarabského letectva na svatební shromáždění v jemenské provincii Taiz.
 Společnost Vítkovice Steel po více než sto letech ukončila výrobu oceli v areálu Vítkovických železáren v Ostravě–Vítkovicích.
 Více než 500 vězňů bylo osvobozeno při nepokojích v Bangui, hlavním městě Středoafrické republiky.
30. září – středa 
 Jamajka požádala Spojené království o omluvu a odškodnění potomků obětí obchodu s otroky.
 Občanská válka v Sýrii: Spojené státy americké zastavily program výcviku a podpory syrských povstalců.
 Občanská válka v Sýrii: Ruské letectvo zahájilo nálety na pozice Islámského státu a dalších opozičních skupin v Sýrii.